# Fukuzawa Yukichi
Fukuzawa Yukichi (福澤 諭吉, 10 de janeiro de 1834 – 3 de fevereiro de 1901) foi um autor, escritor, professor, tradutor e teorico político que fundou a Universidade Keio. Suas ideias sobre governo e instituições sociais deixaram uma impressão marcante no Japão em constantes mudanças durante o período Meiji. Ele é considerado um dos fundadores do Japão moderno.

## Juventude

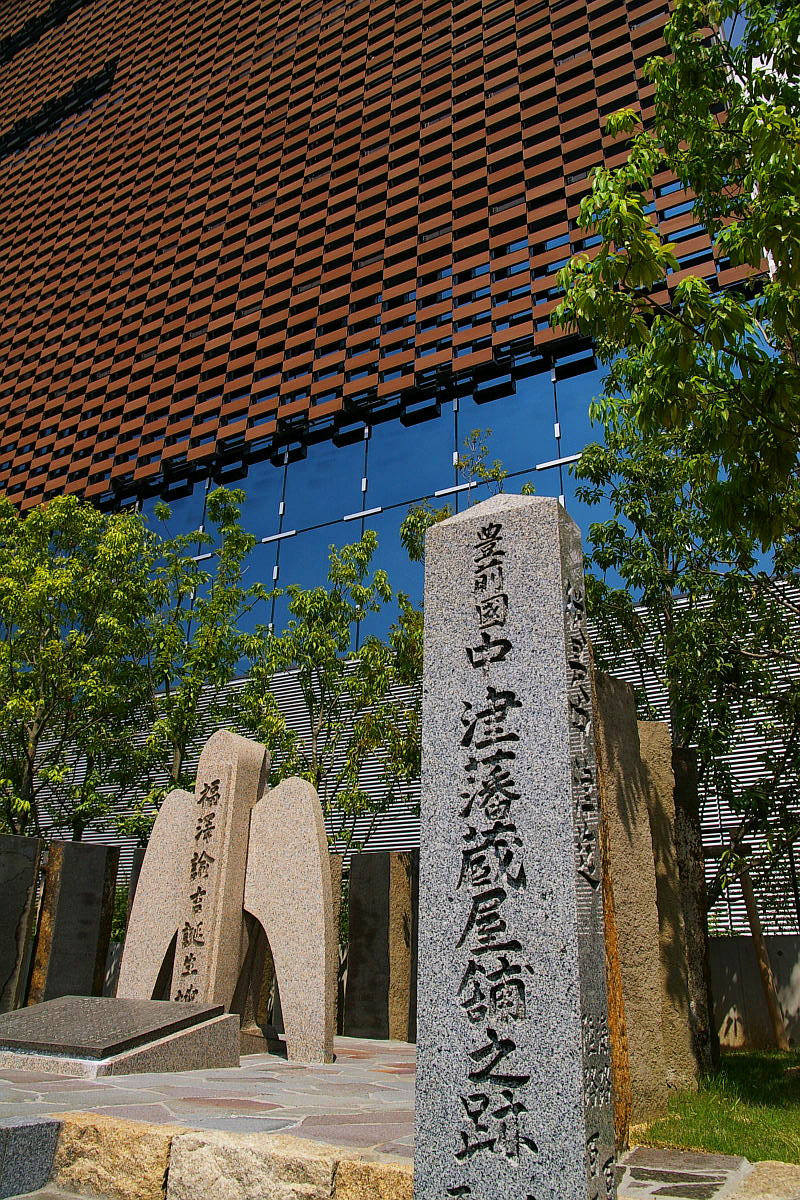
Monumento do armazém Nakatsu-Han e local de nascimento de Fukuzawa Yukichi, em Hotarumachi, Fukushimaku, cidade de Osaka, Japão.

Fukuzawa Yukichi nasceu em uma família pobre de baixa classe samurai do clã Okudaira, de Nakatsu, em 1835. Sua família vivia em Osaka. Osaka, naquela época, era o principal centro comercial do Japão. Sua família era pobre depois da morte de seu pai, que também era um estudioso do confucionismo. Com 5 anos, ele começou a aprender o Han, e quando ele completou 14 anos, ele passou a estudar grandes escritos, tais como os Diálogos de Confúcio, o Tao Te Ching e o Zhuangzi. Fukuzawa foi fortemente influenciado pelo seu professor permanente, Shozan Shiraishi, que era um especialista em Confucionismo e Estudo do Han. Quando ele completou 19 anos em 1854, um pouco depois da chegada do Comodoro Matthew Calbraith Perry ao Japão, o irmão de Fukuzawa (o patriarca da família) pediu a Fukuzawa para viajar para Nagasaki, onde a colônia holandesa em Dejima estava localizada, a fim de entrar em uma escola de estudos holandeses (rangaku). Ele instruiu Fukuzawa a aprender holandês para que assim ele pudesse estudar o desenho dos canhões europeus e a sua artilharia.

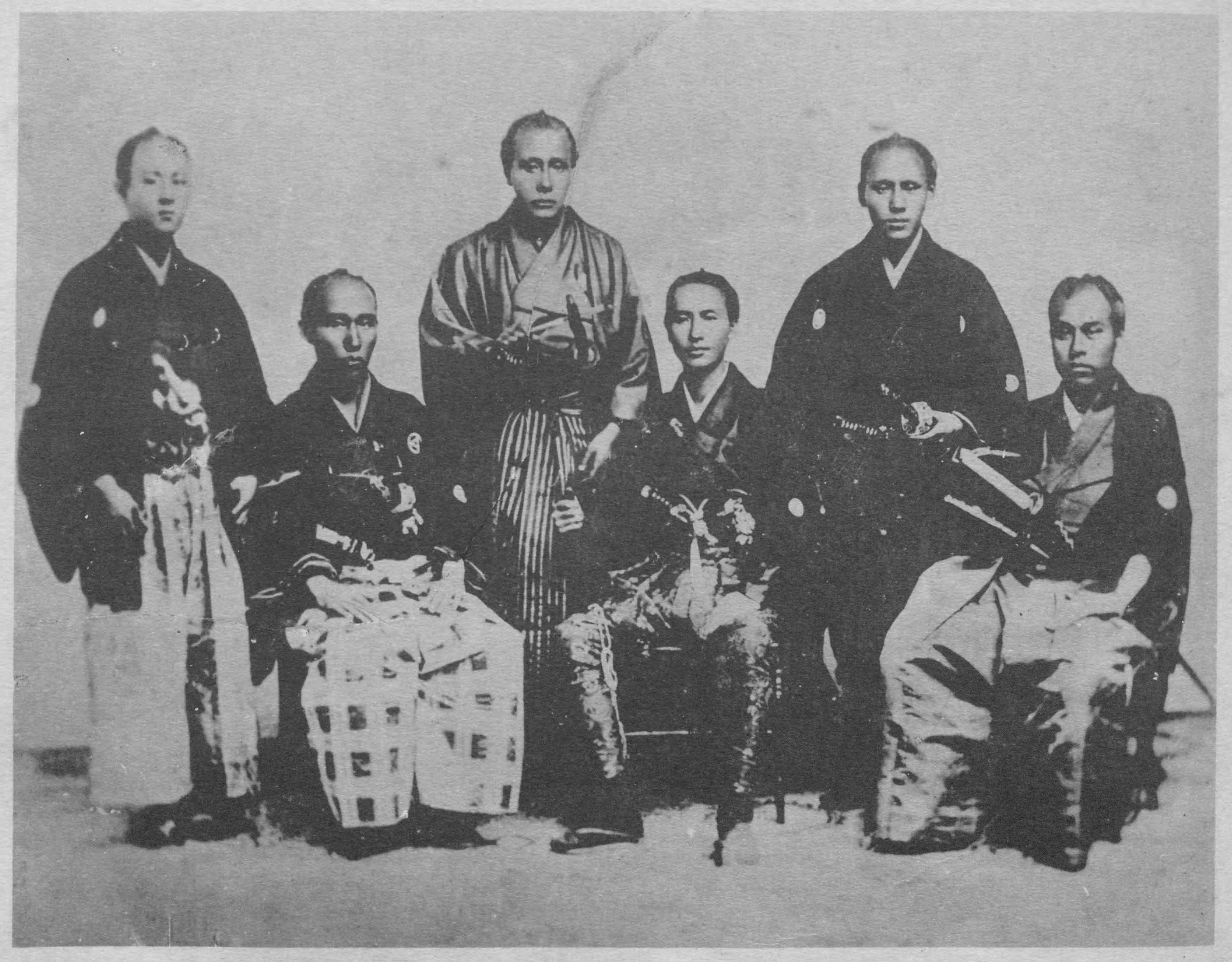
Marinheiros do Kanrin Maru, membros da Embaixada japonesa nos Estados Unidos (1860). Fukuzawa Yukichi senta na direita.

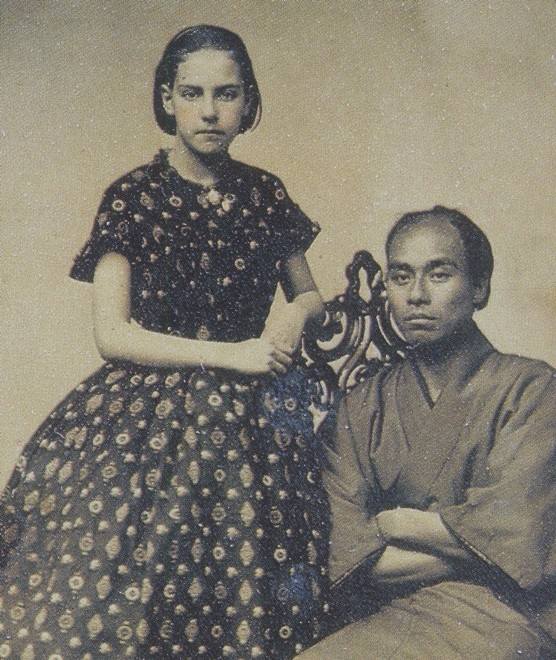
Fukuzawa Yukichi com Theodora Alice em San Francisco, 1860.

Apesar de Fukuzawa ter viajado para Nagasaki, sua estadia foi breve visto que rapidamente ele começou a ofuscar seu anfitrião em Nagasaki, Okudaira Iki. Okudaira planejou se livrar de Fukuzawa escrevendo uma carta dizendo que a sua mãe estava doente. Vendo a carta falsa, Fukusawa planejou viajar para Edo e continuar seus estudos lá, pois ele ssabia que não iria conseguir caso voltasse para seu domínio, Nakatsu, mas no seu regresso a Osaka, seu irmão o persuadiu a ficar e o inscreveu na escola Tekijuku dirigida pelo físico e especialista de rangaku Koan Ogata. Fukuzawa estudou em Tekijuku por três anos e tornou-se completamente fluente em língua neerlandesa. Em 1858, foi indicado como professor oficial de neerlandês no domínio de sua família, Nakatsu, e foi enviado para Edo para ensinar os vassalos da família.
No ano seguinte, o Japão abriu três de seus portos para navios americanos e europeus, e Fukuzawa, intrigado com a cultura ocidental, viajou para Kanagawa para vê-los. Quando ele chegou, descobriu que praticamente todos os mercantes europeus que estavam lá falavam inglês ao invés de holandês. Ele, então, começou a estudar inglês, mas naquela época intérpretes inglês-japonês eram raros e não existiam dicionários, portanto seus estudos transcorreram lentamente.
Em 1859, o Xogunato enviou a primeira missão diplomática para os Estados Unidos. Fukuzawa colocou seus serviços à disposição do Almirante Kimura Yoshitake. O navio de Kimura, o Kanrin Maru, chegou a San Francisco, Califórnia, em 1860. A delegação permaneceu na cidade por um mês, período durante o qual Fukuzawa foi fotografado com uma garota americana, e também descobriu um Dicionário de Webster, a partir do qual ele começou os seus estudos da língua inglesa.

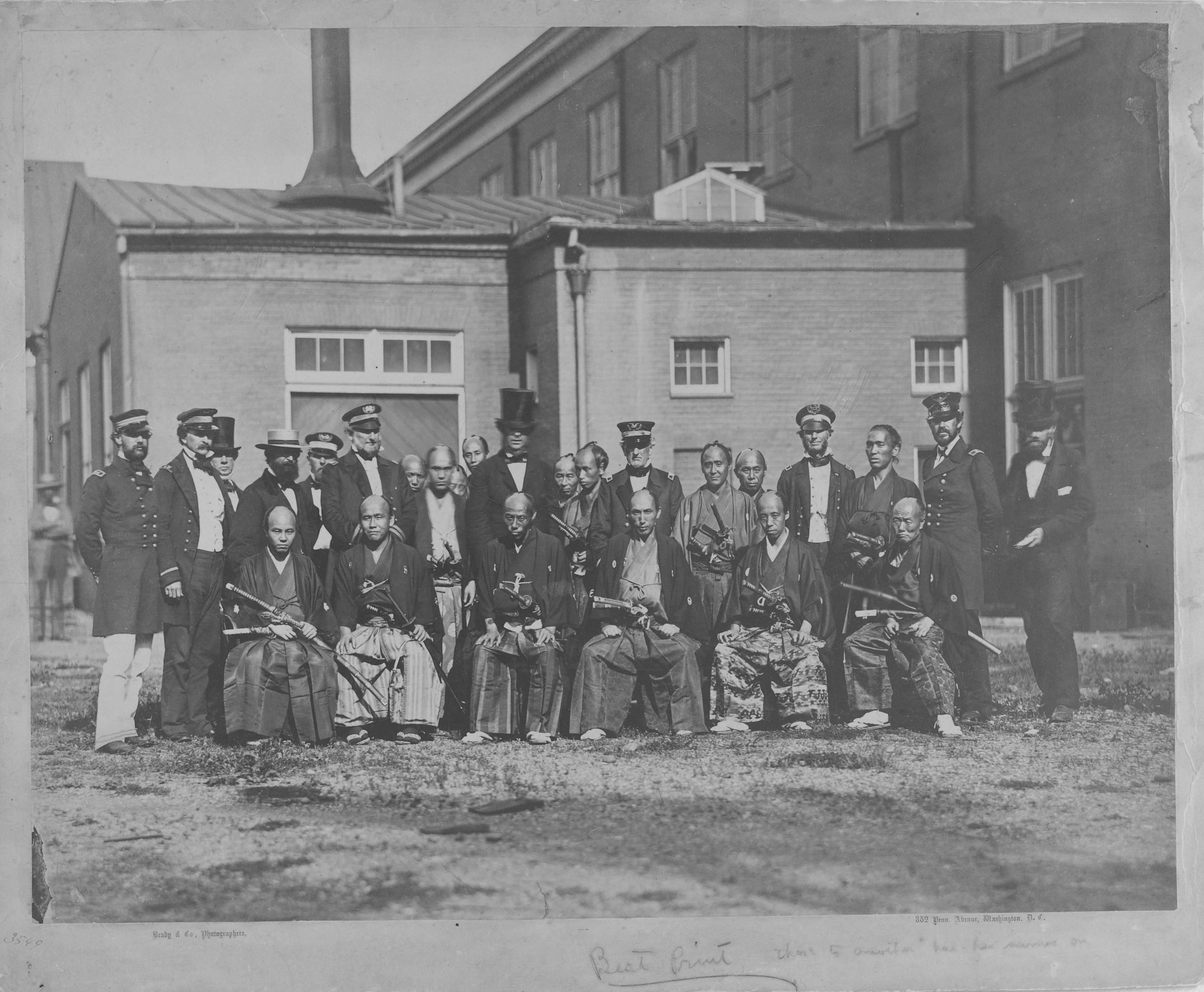
Fukuzawa Yukichi foi um membro da Embaixada japonesa nos Estados Unidos (1860).

Até seu retorno em 1860, Fukuzawa tornou-se um tradutor oficial para o Xogunato Tokugawa. Pouco tempo depois, ele concluiu sua primeira publicação, um dicionário inglês-japonês que ele chamou de "Kaei Tsūgo" (traduzido de um dicionário chinês-inglês) e que foi o começo de sua série de livros. Em 1862, ele visitou a Europa como um dos dois tradutores de inglês da embaixada de 40 pessoas do bakufu, a Primeira embaixada japonesa na Europa. Durante esse ano na Europa, a embaixada conduziu negociações com França, Inglaterra, Países Baixos, Prússia e, finalmente, a Rússia. Neste último país, a embaixada não obteve êxito nas negociações pela extremo sul da Sacalina (em japonês, Karafuto).
As informações coletadas durante essas viagens resultaram em seu famoso trabalho Seiyō Jijō (西洋事情, "Coisas ocidentais"), que ele publicou em dez volumes em 1867, 1868 e 1870. Os livros descreviam a cultura e instituições ocidentais com ´palavras simples e fáceis de entender, e eles se tornaram best-sellers imediatos. Fukuzawa logo foi considerado o maior especialista em coisas do ocidente, levando-o a concluir que sua missão em vida era educar os seus compatriotas com novos jeitos de pensar, a fim de possilibitar a resistência do Japão ao imperialismo europeu.
Em 1868, ele trocou o nome da escola que ele havia fundado para ensinar holandês para Keio Gijuku, e a partir de então ele devotou todo o seu tempo para a educação. Enquanto a identidade inicial da Keio era de uma escola privada de estudos do Ocidente (Keio-gijuku), ele expandiu e estabeleceu sua primeira faculdade em 1890. Sob o nome de Universidade Keio, ela se tornou uma líder em alta educação japonesa.
Em 1901, Fukuzawa Yukichi foi cremado no templo Zenpuku-ji, na região de Azabu de Tóquio. Alunos da Universidade Keio organizam uma cerimônia lá todo ano em 3 de fevereiro.

## Envolvimento político

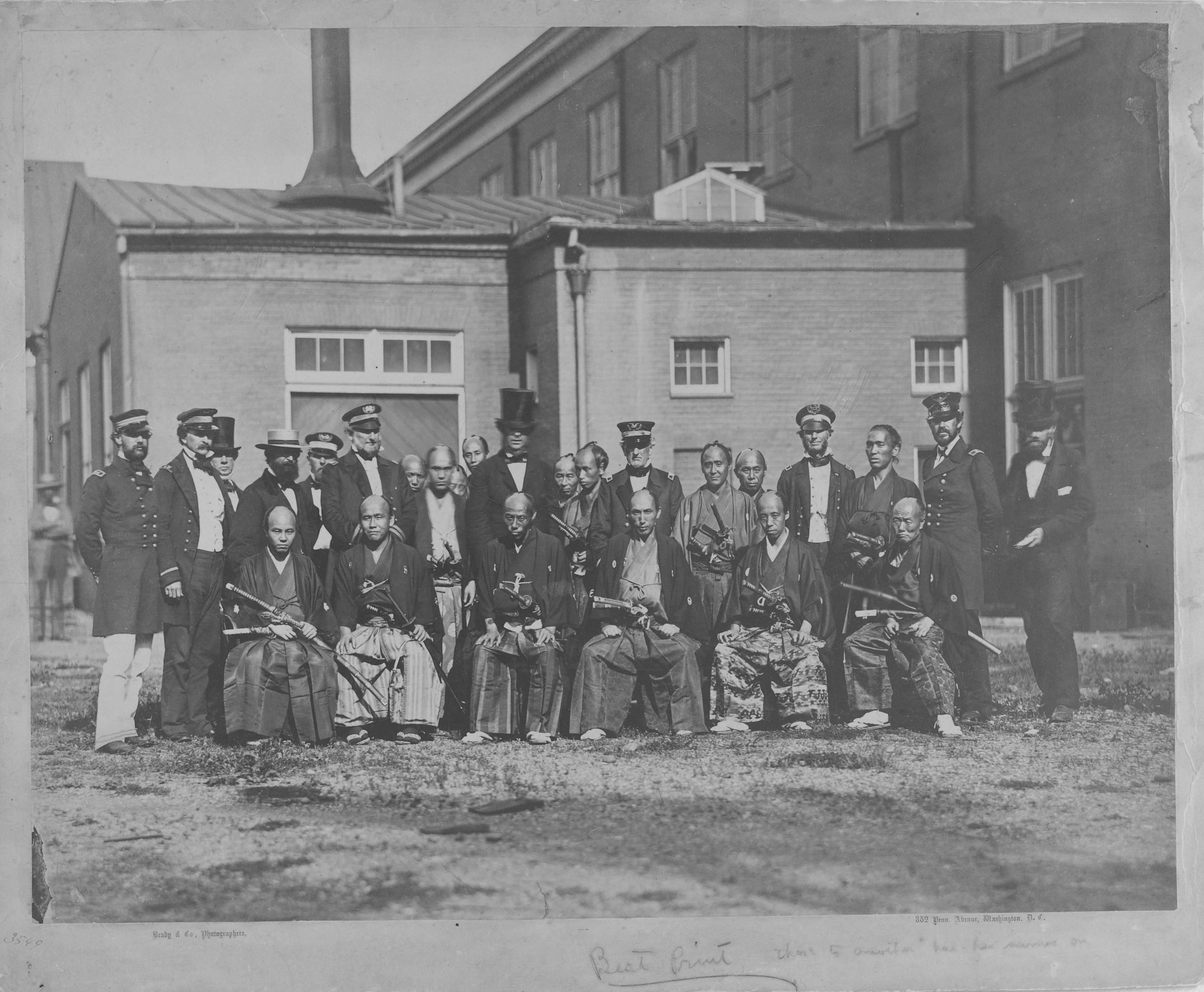
Fukuzawa Yukichi como membro da embaixada japonesa aos Estados Unidos (1860), no estaleiro de Washington.

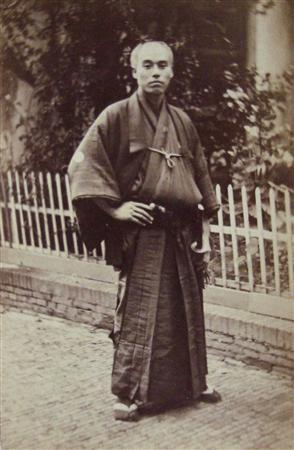
Fukuzawa em Utreque, durante a Primeira embaixada do Japão na Europa, 1862.

Após seu retorno ao Japão, em 1860, Fukuzawa tornou-se tradutor oficial do Xogunato Tokugawa. Pouco depois, publicou sua primeira obra, um dicionário inglês-japonês intitulado Kaei Tsūgo, baseado na tradução de um dicionário chinês-inglês, iniciando assim uma longa série de publicações.
Em 1862, integrou a Primeira embaixada do Japão na Europa como um dos dois intérpretes de inglês. Durante a missão diplomática, a delegação negociou com representantes da França, Reino Unido, Países Baixos, Prússia e Rússia. Com a Rússia, os diplomatas tentaram — sem sucesso — resolver a disputa territorial envolvendo a porção sul de Sakhalin (conhecida em japonês como Província de Karafuto), região que há muito era motivo de controvérsia entre os dois países.
As informações reunidas durante essas viagens foram a base para sua famosa obra Seiyō Jijō (西洋事情, Assuntos Ocidentais)., publicada em dez volumes entre 1867 e 1870. Os livros apresentavam, em linguagem acessível, aspectos da cultura e das instituições ocidentais, e tornaram-se best-sellers imediatos. Rapidamente, Fukuzawa passou a ser reconhecido como o principal especialista japonês em civilização ocidental. A partir de então, passou a encarar como missão pessoal educar seus compatriotas em novas formas de pensar, de modo que o Japão fosse capaz de resistir ao avanço do imperialismo europeu.[carece de fontes?]
Em 1868, Fukuzawa renomeou a escola que havia fundado — originalmente voltada ao ensino do holandês — como Keio Gijuku, e passou a se dedicar integralmente à educação. Foi também responsável por introduzir a oratória como parte do currículo escolar. Embora a instituição tenha começado como uma escola particular de estudos ocidentais, em 1890 foi oficialmente ampliada com a criação de sua primeira faculdade. Posteriormente, como Universidade Keio-Gijuku, consolidou-se como uma das principais referências do ensino superior no Japão.
Fukuzawa também se destacou como defensor dos direitos das mulheres. Posicionou-se publicamente a favor da igualdade entre esposas e maridos, da educação infantil sem distinção de gênero e da valorização igualitária de filhas e filhos. Criticou práticas discriminatórias, como a proibição de mulheres possuírem bens em seus próprios nomes, e o impacto negativo de homens casados que mantinham amantes. Ainda assim, mesmo Fukuzawa não propunha uma igualdade plena entre homens e mulheres, mas apenas entre esposos. Em seu livro de 1899, New Greater Learning for Women, defendeu que o casamento era a melhor opção para uma jovem. Cartas pessoais indicam que aconselhava amigos a não enviarem suas filhas ao ensino superior, receando que isso as tornasse menos desejáveis como esposas. Embora suas ideias educacionais tenham sido amplamente acolhidas, suas propostas sobre as mulheres enfrentaram menor aceitação pública.[carece de fontes?]

## Obras

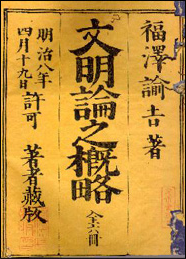
seu livro "resumo de Civilization" (1872)

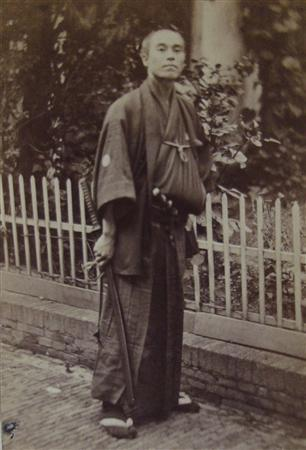
Fukuzawa Yukichi (1862)

Os escritos de Fukuzawa podem ter sido os mais importantes do período Meiji. Entre 1872 e 1876, ele publicou 17 volumes do Gakumon no Susume ("Um Incentivo ao Aprendizado" ou, mais idiomaticamente, "Estudando"). Nesses textos, Fukuzawa descreve a importãncia da compreensão do princípio da igualdade oportunidades e que o estudo era a chave para o sucesso. Ele era um defensor ávido da educação e acreditava em uma base firme mental através da educação e do estudo. Seu famoso livro-texto Sekai Kunizukushi ("Todos os países do mundo, para crianças escrito em versos") tornou-se um best-seller e foi usado como livro didático oficial.
Nos volumes de Gakumon no Susume, influenciado por Elementos de Ciência Moral (1835, 1856 ed.), de Francis Wayland, presidente da Universidade Brown, Fukuzawa defendia seu princípio mais duradouro, "independência nacional através de independência pessoal." Através da independência pessoal, um indivíduo não precisa depender da força de outro. Com essa moralidade socual auto-determinante, Fukuzawa esperava instingar um senso de força pessoal no povo japonês e, através dessa força pessoal, construir uma nação para rivalizar com todas as outras. Sua convicção era que as sociedades ocidentais se tornaram poderosas em relação aos outros países naquela época porque os países ocidentais fomentavam a educação, individualismo (independência), competição e troca de idéias.
Fukuzawa também publicou muitos ensaios influentes e obras críticas. Um exemplo particularmente proeminete é Bunmeiron no Gairyaku ("Uma Descrição de uma Teoria da Civilização"), publicada em 1875, no qual ele detalha sua própria teoria da civilização. Ele foi influenciado por Histoire de la civilisation en Europe (1828; trad. para inglês em 1846) por François Guizot. De acordo com Fukuzawa, a civilização é relativa ao tempo e circunstâncias. Por exemplo, na época em que a China era relativamente civilizada em comparação com algumas colônias na África e as nações europeias eram as mais civilizadas de todas. Colegas na sociedade intelectual Meirokusha compartilhavam muitos dos pontos de vista de Fukuzawa, que ele publicou em suas contribuições para a Meiroku Zasshi (Meiji Six Magazine), um jornal acadêmico que ele ajudava a publicar. Em seus livros e jornais, ele frequentemente escrevia sobre a palavra "civilização" e seu significado. Ele defendia um movimento pela "civilização", pelo qual ele queria dizer o bem-estar material e espiritual, que elevaria a vida humana a um "plano mais alto". Como o bem-estar material e espiritual correspondia ao conhecimento e "virtude", "mover-se em direção à civilização" era avançar e perseguir o conhecimento e as virtudes. Ele argumentava que as pessoas poderiam encontrar as respostas para suas vidas ou sua situação atual a partir da "civilização", e, além disso, que a diferença entre o fraco e o poderoso e grande e pequeno era uma questão de diferença entre seus conhecimentos e educação. Ele também dizia que o Japão não deveria importar armas e munições. Ao invés disso, deveria-se incentivar a aquisição de conhecimento, que posteriormente supriria as necessidades materiais. Ele também falava de um conceito japonês de ser prático e pragmático e a construção de coisas que são básicas e úteis para outras pessoas. Resumindo, para Fukuzawa, "civilização" essencialmente significava o aprofundamento do conhecimento e da educação.

## Crítica
Fukuzawa foi mais tarde criticado por ser um defensor do imperialismo japonês por causa de seu ensaio "Datsu-A Ron" ("Escapando da Ásia"), publicado em 1885, bem como por seu apoio à Primeira Guerra Sino-Japonesa (1894-1895). No entanto, "Datsu-A Ron" era na verdade uma resposta a uma tentativa fracassada dos coreanos de organizar uma facção que visava a uma reforma eficaz, uma tentativa que ele tinha apoiado. O ensaio foi publicado como uma retirada de seu apoio. No entanto, a assistência prestada aos coreanos radicais durante esta época nunca foi destinada a levar à completa independência da península, mas, pelo contrário, procurava trazer a Coreia cada vez mais sob a influência japonesa. Isto foi amplamente demonstrado pelos conflitos ocorridos na Coréia entre os coreanos apoiados por Fukuzawa e o Exército Imperial Japonês durante a Guerra Sino-Japonesa.
De acordo com Fukuzawa Yukichi no Shinjitsu ("A Verdade da Fukuzawa Yukichi", 2004, ISBN 4-16-660394-9) por Yo Hirayama, esta visão é um equívoco devido à influência de Mikiaki Ishikawa, que foi o autor de uma biografia de Fukuzawa (1932) e editor de suas Obras Completas (1925-1926 e 1933-1934). De acordo com Hirayama, Ishikawa inseriu editoriais anônimos nas Obras Completas, e inseriu material historicamente impreciso em sua biografia. Na verdade, diz Hirayama, Fukuzawa criticou os governos chinês e coreano, mas ele não discriminou os respectivos povos. Declarações discriminatórias atribuída a Fukuzawa, diz ele, na verdade foram feitas por Ishikawa.

## Legado

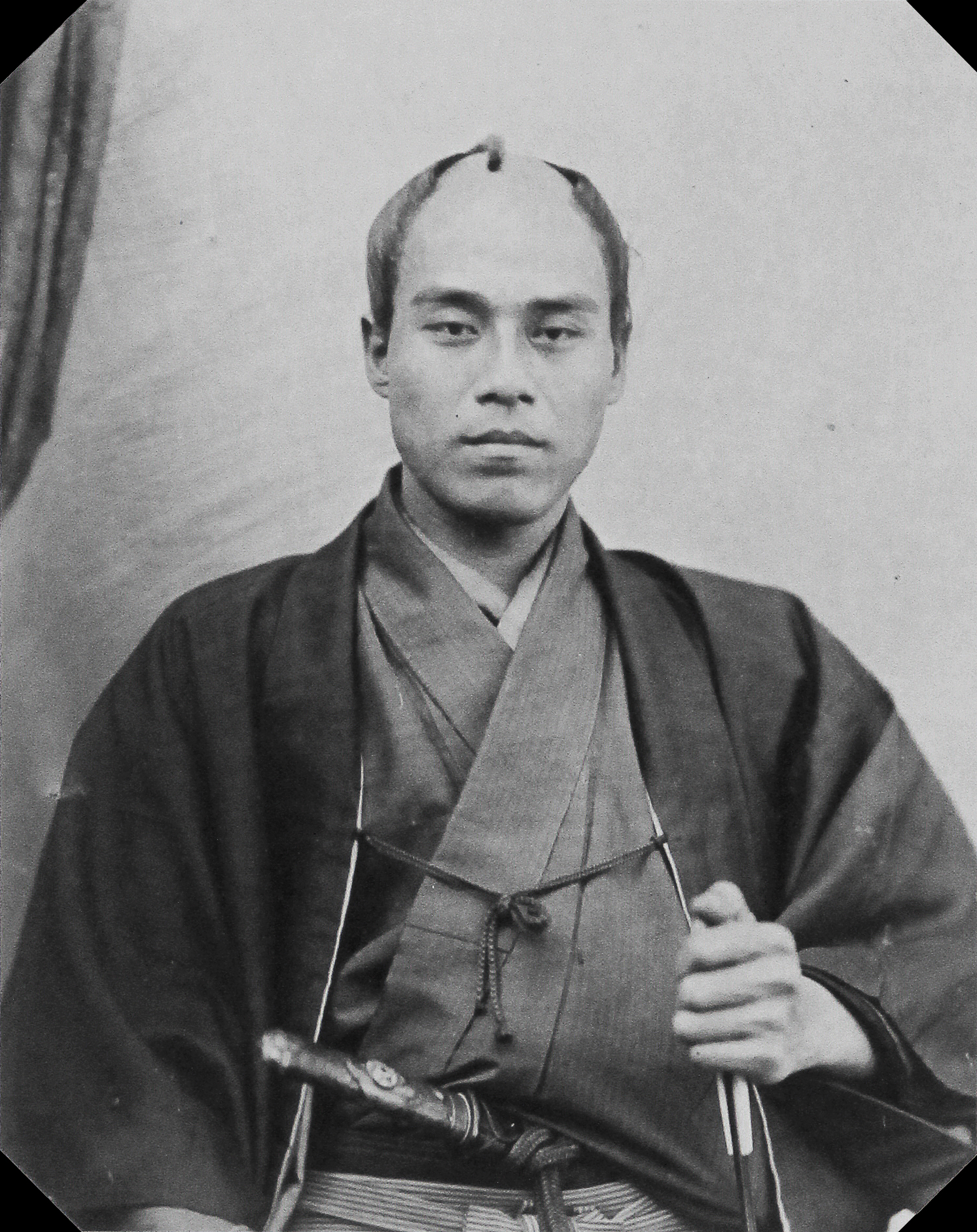
Museu Nacional de História Natural (França) em Paris, 1862.

A contribuição mais importante de Fukuzawa para a reforma, no entanto, veio na forma de um jornal chamado Jiji Shinpo (时事新报, "Eventos atuais"), que ele fundou em 1882, depois de ter sido solicitado por Inoue Kaoru, Okuma Shigenobu e Itō Hirobumi para estabelecer uma forte influência no povo por meio de publicação. Todos concordaram que o governo deveria adotar a forma de uma Assembléia Nacional, e com o início das reformas, Fukuzawa, cuja fama já era inquestionável, começou a produção deJiji Shinpo, com uma grande circulação, incentivando as pessoas a se esclarecerem e a adotarem uma atitude política moderada em relação às mudanças que estavam sendo projetadas nas estruturas sociais e políticas do Japão. Ele traduziu muitos livros e revistas em japonês sobre uma grande variedade de assuntos, incluindo química, artes, militarismo e sociedade, e publicou ele próprio vários livros (em vários volumes) e jornais, descrevendo a sociedade ocidental, sua própria filosofia e mudanças etc.

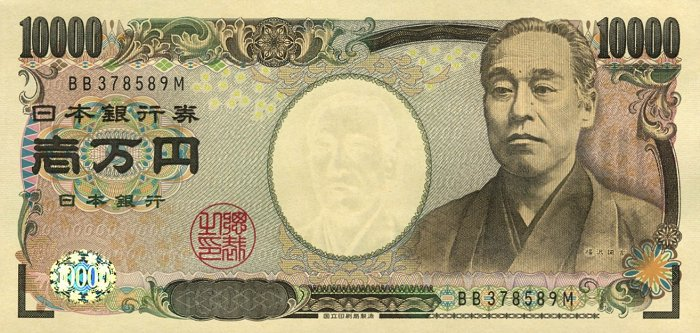
Fukuzawa aparece na nota de 10 mil ienes gravada por Oshikiri Katsuzō.

As idéias de Fukuzawa sobre força individual e seu conhecimento sobre teoria política ocidental, como apresentado em seus escritos, foram fundamentais para motivar o povo japonês a aceitar a mudança. Ele pode muito bem ter sido uma das personalidades mais influentes na modernização do Japão e um dos mais progressistas pensadores do Japão. Ele é considerado um dos líderes da Restauração Meiji. Fukuzawa nunca aceitou uma posição do governo, e manteve-se como um cidadão normal por toda a sua vida. Quando Fukuzawa morreu, ele foi reverenciado como um dos fundadores do Japão moderno. Toda a sua obra foi escrita e lançada em um momento crítico na sociedade japonesa e de incerteza para o povo japonês sobre o seu futuro, após a assinatura do Tratados Desiguais, a sua realização na fraqueza do governo japonês na época (Shogunato Tokugawa) e sua incapacidade de repelir a influência americana e europeia. Também deve ser notado que havia grupos de samurais que se opuseram fortemente contra os americanos, europeus e seus amigos através de assassinatos e destruição. Fukuzawa ficou em perigo de vida depois que um grupo de samurais matou um de seus colegas por defender políticas congruentes com as de Fukuzawa. Ele escreveu em uma época em que o povo japonês estava indeciso se deveriam ser resistentes aos tratados europeus e americanos e ao imperialismo, ou se deveriam entender o Ocidente a fim de progredir. Fukuzawa ajudou muito as forças pró-modernização a obterem sucesso.
Fukuzawa aparece na atual nota de 10 mil ienes e foi comparado com Benjamin Franklin dos Estados Unidos, sendo que curiosamente Franklin aparece em uma nota de valor similar, a nota de cem dólares. Apesar de todas as outras figuras que aparecem nas notas japonesas terem sido trocadas em uma recente reformulação, Fukuzada ainda permanece na nota de 10 mil ienes.
Como uma jogada de marketing, o retrato de Fukuzawa da nota de 10 mil ienes está atualmente sendo usada na embalagem de um produto de perda de peso comercializado principalmente para consumidores espanhóis, com o nome de "Te Chino del Dr. Ming" (Chá chinês do Dr. Ming).

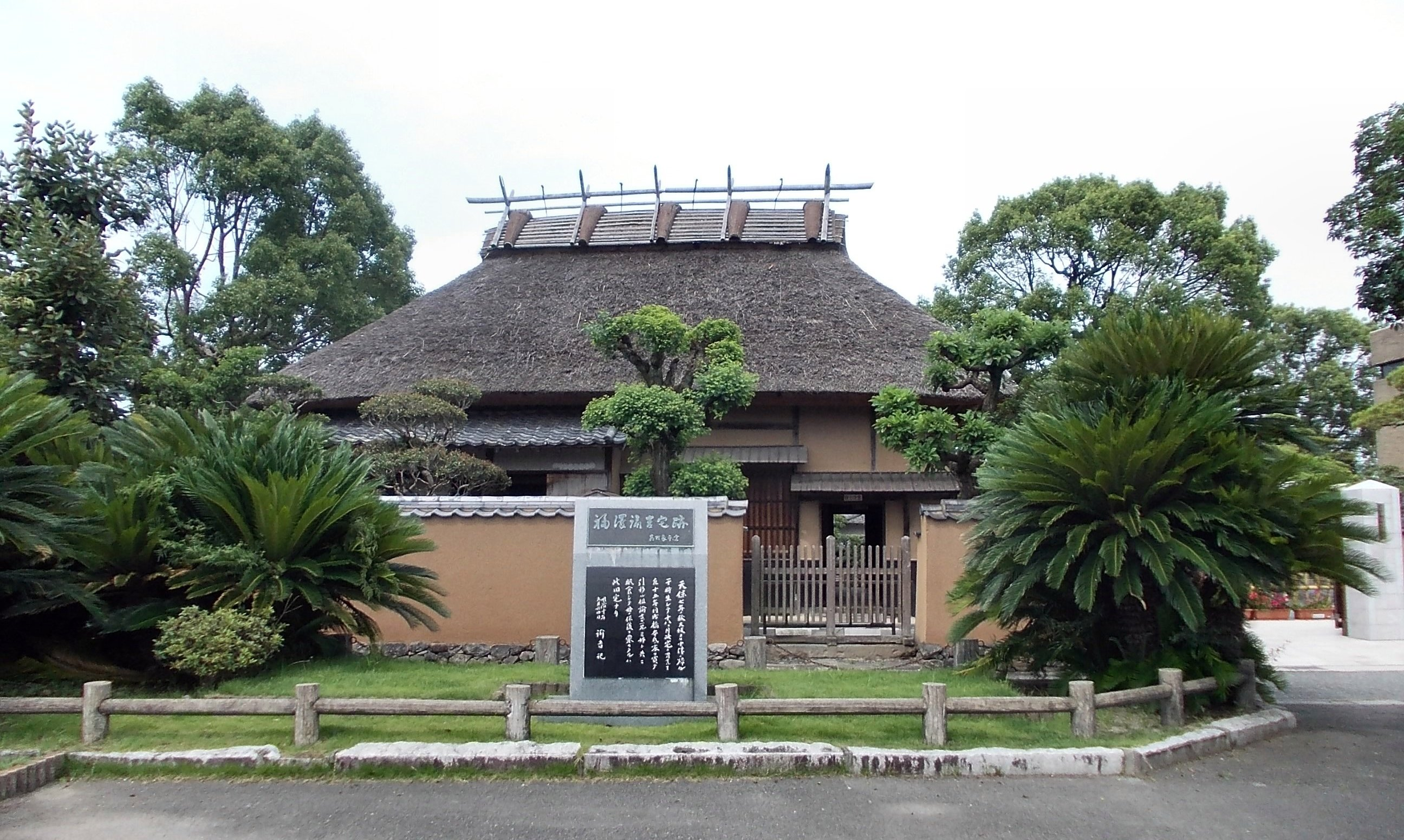
Antiga residência de Fukuzawa Yukichi, na cidade de Nakatsu, Oita

A antiga residência de Fukuzawa Yukichi, na cidade de Nakatsu, Oita, é um patrimônio cultural nacional. A casa e o Memorial Fukuzawa Yukichi são os grandes pontos turistícos da cidade.
Fukuzawa Yukichi acreditava que a educação ocidental tinha ultrapassado a do Japão. Entretanto, ele não gostava da ideia de debates no parlamento. Já em 1860, Fukuzawa viajou para a Europa e Estados Unidos. Ele acreditava que o problema no Japão era o pouco valor dado à matemática e ciências. Além disso, sofria-se com a "falta da ideia de independência". Os conservadores japoneses não estavam felizes com a visão de Fukuzawa da educação ocidental. Como ele era um amigo de família dos conservadores, ele levou sua posição a sério e admitiu que foi um pouco longe demais.
Uma palavra resume sua vida e ela é "independência". Fukuzawa Yukichi acreditava que a independência nacional era a base da sociedade no Ocidente. Entretanto, para alcançar essa independência, bem como a independência pessoal, Fukuzawa defendia a aprendizagem com os ocidentais. Ele acreditava que a virtude pública aumentaria á medida que a educação das pessoas melhorasse.